# Micropholis polita
Micropholis polita är en tvåhjärtbladig växtart som först beskrevs av August Heinrich Rudolf Grisebach, och fick sitt nu gällande namn av Jean Baptiste Louis Pierre. Micropholis polita ingår i släktet Micropholis och familjen Sapotaceae. IUCN kategoriserar arten globalt som sårbar.

## Underarter
Arten delas in i följande underarter:
- M. p. hotteana
- M. p. polita